# Пеницилл Годлевского
Пеници́лл (пеници́ллий) Годле́вского (лат. Penicíllium godléwskii) — вид несовершенных грибов (телеоморфная стадия неизвестна), относящийся к роду Пеницилл (Penicillium).

## Описание
Колонии на агаре Чапека с дрожжевым экстрактом (CYA) на 7-е сутки 1,5—2,5 см в диаметре, бархатистые, довольно обильно спороносящие в серо-зелёных тонах. Реверс различных оттенков оранжевого.
На агаре с дрожжевым экстрактом и сахарозой (YES) колонии 2—3 см в диаметре на 7-е сутки, от неспороносящих до обильно спороносящих, с бежевым до жёлто-оранжевого реверсом.
На агаре с солодовым экстрактом (MEA) колонии бархатистые, в центре шерстистые, серо-зелёные, затем голубовато-серо-зелёные.
При 30 °C рост отсутствует.
Конидиеносцы двухъярусные, иногда с дополнительной ветвью, до 700 мкм длиной, гладкостенные, с симметрично расположенными метулами. Метулы обычно в мутовках по 5—8, неравные, несколько вздутые на верхушке, 9—13 мкм длиной. Фиалиды фляговидные, 6,5—8,5 × 2—3 мкм. Конидии шаровидные или почти шаровидные, несколько шероховатые, 2—2,5 мкм в диаметре.

### Отличия от близких видов
Penicillium chrzaszczii отличается несколько более быстрым ростом колоний (2,5—3,3 см в диаметре на 7-е сутки).

## Экология
Преимущественно почвенный гриб, также выделенный со сливочного масла. Достоверно известен из Европы — Польши, Германии, Нидерландов.

## Таксономия
Вид назван по имени польского физиолога растений Эмиля Годлевского (1847—1930).
Типовой образец (лектотип) CBS 215.28 был получен из почвы соснового леса Беловежской пущи. Ему соответствует культура DTO 22E2 = ATCC 48714 = IMI 040591 = NRRL 2111 = VKM F-1826.
Penicillium godlewskii K.Zaleski, Bull. Int. Acad. Polon. Sci., Sér. B., Sci. Nat. 466 (1927).

### Синонимы
- Penicillium kapuscinskii K.Zaleski, 1927